# Ніточко Іван Іванович
Ніто́чко Іван Іванович (нар. 15 червня 1949, с. Устянова Нижньо-Устрицького району Дрогобицької області) — український політичний та громадський діяч, публіцист, письменник, депутат Одеської обласної ради чотирьох скликань; колишній голова громадського об'єднання «Бойки Одещини».
Автор і співавтор 14 науково-дослідницьких книг з історії та краєзнавства Одеси й області, видав 9 збірок віршів.
Кавалер ордена Данила Галицького (2008 р.), має Подяку Святійшого Вселенського Патріарха Варфоломія (2010 р.). Є почесним землевпорядником України.
Представник Президента в Березівському районі Одеської області (1992-1994 р.), Голова Районної Державної Адміністрації (1994-2003 р.), Директор Державного архіву області (2002-2014 р.).

## Освіта
- Вознесенський сільськогосподарський технікум, за спеціальністтю "Агрономія", 1968 рік
- Одеський сільськогосподарський інститут, факультет "Плодоовочівництво та виноградарство",1978 рік
- Одеський національний університет імені І. І. Мечникова, інститут політології і соціального управління, факультет "Теорія соціально-політичних відносин", 1992 рік

## Біографія
- 1968 – 1970 — військова служба в Збройних Силах СРСР, Одеський військовий округ;
- 1970 — інженер-будівельник Березівського районного об'єднання "Сільгосптехніка", с. Шевченкове Березівського району Одеської області;
- 1970 – 1973 — бригадир огородньої бригади колгоспу ім. Димитрова Березівського району Одеської області;
- 1973 – 1975 — голова Маринівської сільської ради Березівського району Одеської області;
- 1975 – 1977 — секретар партійної організації радгоспу ім. XVII партконференції Березівського району Одеської області;
- 1977 – 1986 —  голова колгоспу ім. Щорса Березівського району Одеської області;
- 1986 – 1991 —  голова виконкому Березівської районної ради Одеської області;
- 1991 – 1992 — голова Березівської районної ради народних депутатів Одеської області;
- 1992 – 1994 — представник Президента України в Березівському районі Одеської області
- 1994 – 2003 — голова Березівської районної державної адміністрації Одеської області
- 2003 – 2014 — Директор Державного архіву Одеської області

### Науково-дослідницькі книги
- Архіви Одещини. 1920-2005 / Наук. ред. Л.Г.Білоусова; авт.-упор.: В.Ю.Алєксєєва, О.М.Барановська, Л.Г.Білоусова, С.В.Виногловська, Т.Є.Волкова, О.Г.Гейтан, С.А.Желясков, О.А.Корецька, Г.Л.Малінова, І.І.Ніточко, В.Ф.Онопрієнко, Т.В.Ратушна, З.О.Скальська, В.К.Січкаренко, В.В.Харковенко // Праці Державного архіву Одеської області. – Т. XIV. – Одеса, 2005. – 208 с. + 28 с. кол. вст. [Odessa Archives. 1920-2005 / Ed. by L.G.Bilousova; Auth., comp. by: V.Y.Alekseeva, O.M.Baranovska, L.G.Bilousova, S.V.Vinoglovska, T.E.Volkova, O.G.Geitan, S.A.Zhelyaskov, O.A.Koretska, G.L.Malinova, I.I.Nitochko, V.F.Onoprienko, T.V.Ratushna, Z.O.Skal’ska, V.K.Sichkarenko, V.V.Kharkovenko // Proceedings of the State Archives of Odessa Region. – Vol. XIV. – Odessa, 2005. – 208 p. + Illustr. 28 p.(Ukr.)].
- Березівський район. Історія, люди, події / Ніточко І.І. // Праці Державного архіву Одеської області. – Том XVI. – Одеса, 2006. – 290 c. [Nitochko I.I. Berezivs’kii Rayon. History, Events, People // Proceedings of the State Archives of Odessa Region. – Vol. XVI. – Odessa, 2006. – 290 p. (Ukr.)].

- "Голодомори в Україні: Одеська область 1921–1923, 1932–1933, 1946–1947. Дослідження, спогади, документи" / Ред. кол. тому: Ніточко І. І., Білоусова Л. Г., Боряк Г. В., Демченко Д. М., Лєсогоров М. М., Лапай В. С., Щетников В. П; Автори: Білоусова Л. Г, Бадера Д., Бондарчук П., Васильєва В., Герасимова Т. А., Григорук М. В., Кесова H. С., Кудлач О., Кудряченко А. І., Левенець В. М., Малінова Г. Л., Макарова І., Надутик П. П., Салабаш М, Салюк Т. Д., Сухомлінова В., Федорчук Ю, Хіль О. Державний комітет архівів України; Одеська обласна державна адміністрація; Державний архів Одеської області. – Одеса, 2007. – 460 с. – (Праці Державного архіву Одеської області. – Т. XVIII)
- Правда про Голодомор на Одещині. Березівський район / Упор. І.І.Ніточко // Праці Державного архіву Одеської області. – Т. XXI. – Одеса, 2008. – 220 с. [The Truth about the Famine (Golodomor) in Odessa Region: Berezivs’kii Rayon / Comp. by I.I.Nitochko // Proceedings of the State Archives of Odessa Region – Vol. XXI. – Odessa, 2008. – 220 p. (Ukr.)].
- Маринове. Історико-краєзнавчий нарис / Ніточко І. І., Римяк Л. I. / Ред. кол.: Ніточко І. І., Білоусова Л. Г., Бурчо Й. О., Римяк Л. І., Малинова Г. Л., Цобенко М. М. Одеська обласна державна адміністрація; Державний архів Одеської області. – Одеса: Астропринт, 2008. – 224 с. – (Праці Державного архіву Одеської області. – Т. ХХ)
- Окупація: Березівський район 1941–1944 рр. / Ніточко І. І.  / Ред. кол.: Ніточко І. І., Білоусова Л. Г., Бурчо Й. О., Клець В. І., Корецька О. А., Патраманська Т. П., Кулініч Л. В., Чумак В. М. Одеська обласна державна адміністрація; Державний архів Одеської області. – Одеса: Астропринт, 2008. – 288 с. – (Праці Державного архіву Одеської області)
- Освіта: Документи. Спогади. Свідчення: Березівський район / Ніточко І.І. // Праці Державного архіву Одеської області. – Т. XXV. – Одеса: Астропринт, 2009. – 616 с. [Nitochko I.I. Education: Documents, Memoirs, Evidences. Berezivs’kii Rayon // Proceedings of the State Archives of Odessa Region – Vol. XXV. – Odessa, 2008. – 616 p. (Ukr.)].
- Афганістан. Чорнобиль. Трагедія. Березівський район / Ніточко І.І. // Праці Державного архіву Одеської області. – Т. XXIV. – Одеса: Астропринт, 2009. – 260 с. [Nitochko I.I. Afganistan. Chornobyl’. Tragedy. Berezivs’kii Rayon // Proceedings of the State Archives of Odessa Region – Vol. XXIV. – Odessa, 2008. – 260 p. (Ukr.)].
- Команда. Спогади і роздуми районного керівника: Березівський район / Ніточко І.І. — Одеса: Прес-кур'єр, 2010. — 528 с. — (Праці Державного архіву Одеської області, Т. XXIX.) ISBN 978-966-2512-02-1 [Nitochko I.I. The Team. Memoirs and Reflections of the Local Leader: Berezivs’kii Rayon // Proceedings of the State Archives of Odessa Region – Vol. XXIX. – Odessa, 2011. – 240 p. (Ukr.)].
- Остання депортація : До 60-річчя примусового переселення 1951 року / Ніточко І. І. Остання депортація : До 60-річчя примусового переселення 1951 року / Ред. кол.: Ніточко І. І., Бурчо Й. О., Корецька О. А., Вернигора І. І., Білоусова Л. Г. Державний архів Одеської області. – Одеса: Прес-кур′єр, 2011. - 240 с. – (Серія "Праці Державного архіву Одеської області". – Т. ХХХ)
- Історія розвитку медицини на Одещині. Дореволюційний період / І. І. Ніточко, О. А. Корецька, І. Л. Комаровський; Держ. архів Одес. обл. – Одеса: Прес-кур'єр, 2011. – 382 c. – (Праці Державного архіву Одеської області ; т. 31).[Nitochko I.I., Koretska O.A., Komarovskii I.L. History of Development of Medicine in Odessa Region. Pre-Soviet Period // Proceedings of the State Archives of Odessa Region – Vol. XXXI. – Odessa, Press-Courier. – 2011. – 240 p. (Ukr., Rus.)].
- Православна Березівщина / Ніточко І.І., Ляшик П.І. // Праці Державного архіву Одеської області. – Т. XXXIV. – Одеса: Прес-кур’єр, 2012. – 464 с. [Nitochko I.I., Lyashyk P.I. Orthodoxy in Berezivs’kii Rayon // Proceedings of the State Archives of Odessa Region – Vol. XXXIV. – Odessa, Press-Courier. – 2012. – 464 p. (Ukr.)].
- Носії православ’я на Березівщині / Ніточко І.І., Ляшик П.І., Корецька О.А. // Праці Державного архіву Одеської області. – Т. XXXVII. – Одеса: Прес-кур’єр, 2013. – 160 с. [Nitochko I.I., Lyashyk P.I., Koretska O.A. Representatives of the Orthodoxy in Berezivs’kii Rayon // Proceedings of the State Archives of Odessa Region – Vol. XXXVII. – Odessa: Press-Courier. – 2012. – 464 p. (Ukr.)].
- 126 днів. Історія останньої депортації / І. І. Ніточко, М. О. Вернигора. - Одеса : Прес-кур'єр, 2016. - 335 с. : іл. - 300 прим. - ISBN 978-966-2512-78-6

### Поетичні збірки
- Рідному краю. / Ніточко І.І. / Вірші. – Одеса: Прес-кур’єр, 2013. – 136 с. [Nitochko I.I. For native land. Poems. – Odessa: Press-Courier, 2013. – 136 p. (Ukr.)].
- Калейдоскоп Березівщини. / Ніточко І.І / Вірші. – Одеса: Прес-кур’єр, 2014. – 424 с. [Nitochko I.I. Kaleidoscope of Berezivshina. Poems. – Odessa: Press-Courier. – 2014. – 424 p. (Ukr.)].
- Мамині квіти / Іван Ніточко. - Одеса : Прес-кур'єр, 2014. - 333 с. - 200 прим. -ISBN 978-966-2512-45-8
- Моя стежина/ Іван Ніточко. - Одеса : Прес-кур'єр, 2015. - 271 с. - 300 прим. - ISBN 978-966-2512-60-1
- Куцики / Іван Ніточко. - Одеса : Прес-кур'єр, 2016. - 199 с. - 300 прим. - ISBN 978-966-2512-74-8
- Пам'ять серця / Іван Ніточко. - Одеса : Прес-кур'єр, 2018. - 159 с. - 300 прим. - ISBN 978-966-2512-75-5
- Осінні скарби / Іван Ніточко. - Одеса : Прес-кур'єр, 2017. - 136 с. - 300 прим. - ISBN 978-966-2512-91-5
- Криниця / Іван Ніточко. - Одеса : Прес-кур'єр, 2019. - 279 с. - 100 прим. - ISBN 978-617-7797-01-1
- Золотаве листя / Іван Ніточко. - Одеса : Олді+, 2024. – 304 с. - 300 прим. - ISBN 978-966-289-902-3